# أندي رام
أندي رام (بالعبرية: אנדי רם‏) (بالعبرية: אנדי רם) مواليد 10 أبريل 1980 في القدس، إسرائيل، هو لاعب كرة مضرب إسرائيلي يلعب باليد اليمنى وهو مختص بتنس الزوجي بدأ مسيرته كمحترف عام 1998. يعتبر رام أول لاعب تنس إسرائيلي يفوز بأحد البطولات الأربعة الكبرى (جراند سلام).
فاز أندي رام ببطولة ويمبلدون 2006 بالزوجي المختلط مع الروسية فيرا زفوناريفا، كما فاز بالزوجي المختلط في دورة فرنسا المفتوحة 2007 مع الفرنسية ناتالي ديشي، ولقب زوجي الرجال في أستراليا المفتوحة 2008 مع الإسرائيلي جوناثان إيرليخ. وصل لأعلى تصنيف بالزوجي بالمركز 5 في يوليو 2008، ووصل إلى 36 نهائي زوجي فاز منها 20 بطولة حتى عام 2013 معظمها مع جوناثان إيرليخ.

## روابط خارجية
- أندي رام على موقع رابطة محترفي التنس (الإنجليزية)
- أندي رام على موقع الاتحاد الدولي لكرة المضرب (الإنجليزية)
- أندي رام على موقع كأس ديفيز (الإنجليزية)
- أندي رام على موقع خلاصة التنس.كوم (الإنجليزية)
- أندي رام على موقع إي إس بي إن.كوم (الإنجليزية)
- أندي رام على موقع اللجنة الأولمبية الدولية (الإنجليزية)
- أندي رام على موقع أوليمبيديا (الإنجليزية)